# Мікеле Стено

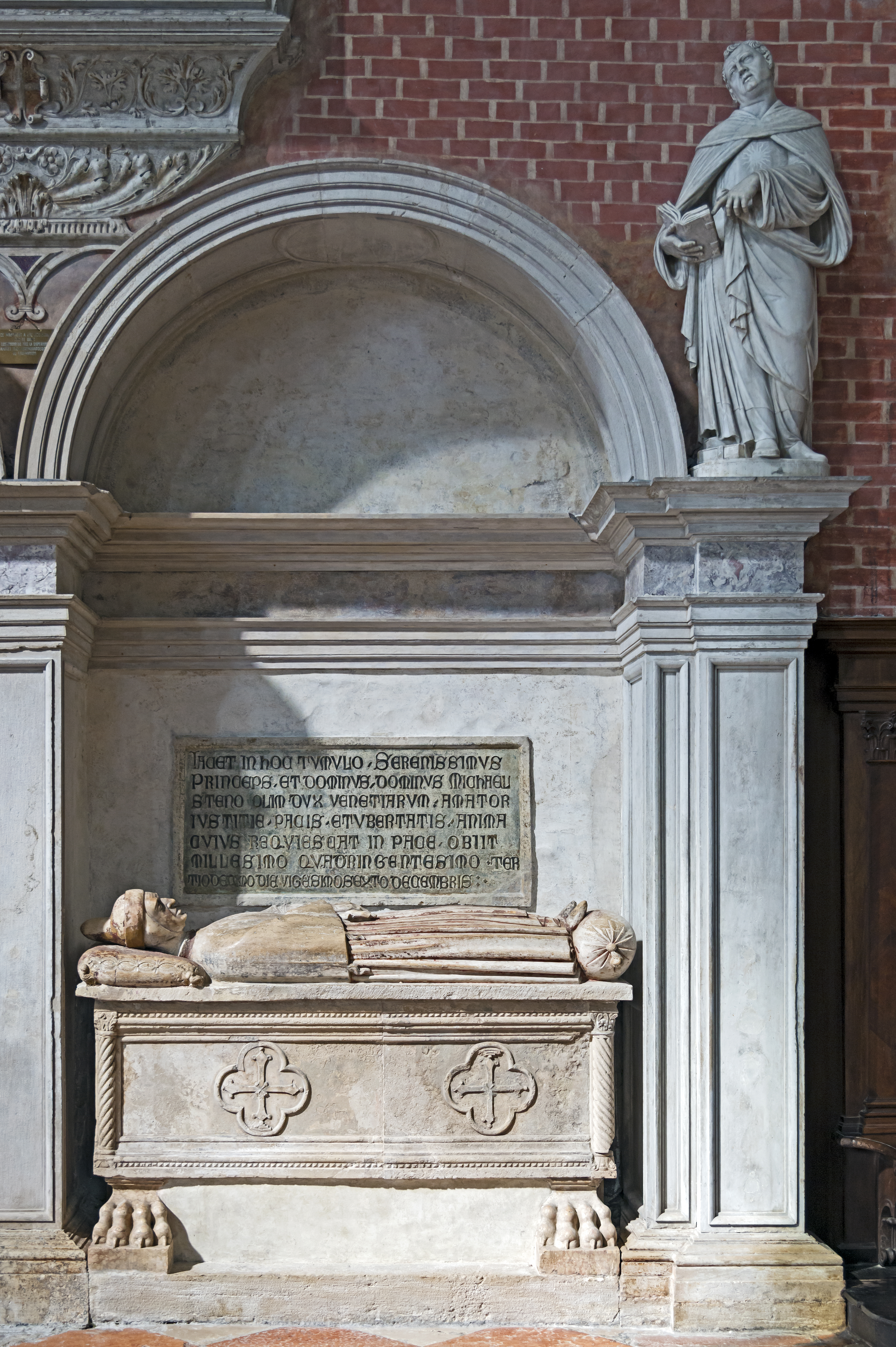
Його могила у Венеції.

Мікеле Стено (італ. Michele Steno) (Michiel Sten венеціанською мовою; 1331 — 26 грудня 1413) — 63-й венеційський дож з 1 грудня 1400 року до своєї смерті. Його пам’ятають як правителя, який відіграв важливу роль у створенні Domini di Terraferma після Падуанської війни.

## Біографія
Стено народився у Венеції в сім’ї з парафії Санта-Марія-дель-Джильйо, хоча й не дуже багатій. Його батько Джованні Стено загинув 1352 році у бою з генуезцями на Босфорі. В молодості вів розгульне життя; він і кілька інших молодих людей були в якийсь момент ледь не страчені 20 листопада 1354 року урядом за покриття трону дожа Марино Фальєро «ганебними» написами проти нього та його дружини Алуїції Граденіго . 
1365 року призначається капітаном Істрійської Рів'єри. 1369 року очолив муду (конвой торгівельних суден0, що йшов до Візантійської імперії. У лютому 1370 року стає головою Ради десяти, а трохи піхзніше інквізитором Ради Десяти.
Під час війни з Генуєю у битві біля Поли разом з Джованні Тревізіаном, змусив Вітторе Пізані вступити у бій з генуезьким флотом під орудою Лучано Доріа, наслідком чого була тяжка поразка венеційців. За це Стено було засуджено до заборони обіймати протягом року державні посади. 1381 року призначається каштеляном замків Модоне й Короне на Пелопоннесі.Тут зумів виторгувати в ахейського князя Жака де Бо вигідні умови для венеційських торгівців, користуючись тим, що останній зав'яз у боротьбі у Неаполітанському королівстві.
17 листопада 1384 року він почав брати участь у роботі комісії, створеної Сенатом для вирішення проблем муніципального бюджету, розробивши протягом двох місяців кілька пропозицій (усі схвалені) щодо оподаткування, скорочення штату та прийняття більш вигідного обмінного курсу. Під час війни за аквілейських спадок у березні 1385 року призначається подестою Кіоджі, оскільки було побоювання щодо атаки падуанського сеньйора Франческо I да Каррари. 29 вересня того ж року увійшов до дзонти Сенату, з 29 липня 1386 року стає байло і капітаном Корфу, 30 грудня 1386 року — прокуратором Святого Марку.
1391 року стає членом мудрих (саві) щодо стану лагунних вод, а потім такоє самої комісії стосовно Істрії. В наступні роки брав участь у посольствах до Угорщини, Феррари, Аквілеї. 1398 року він брав участь у складних переговорах з Джан Галеаццо Вісконті, де Венеція виступила посередником між останнім та антиміланською лігою. Завершив перемовини миром 1400 року, за яким Венеція отримала область Полезіни.

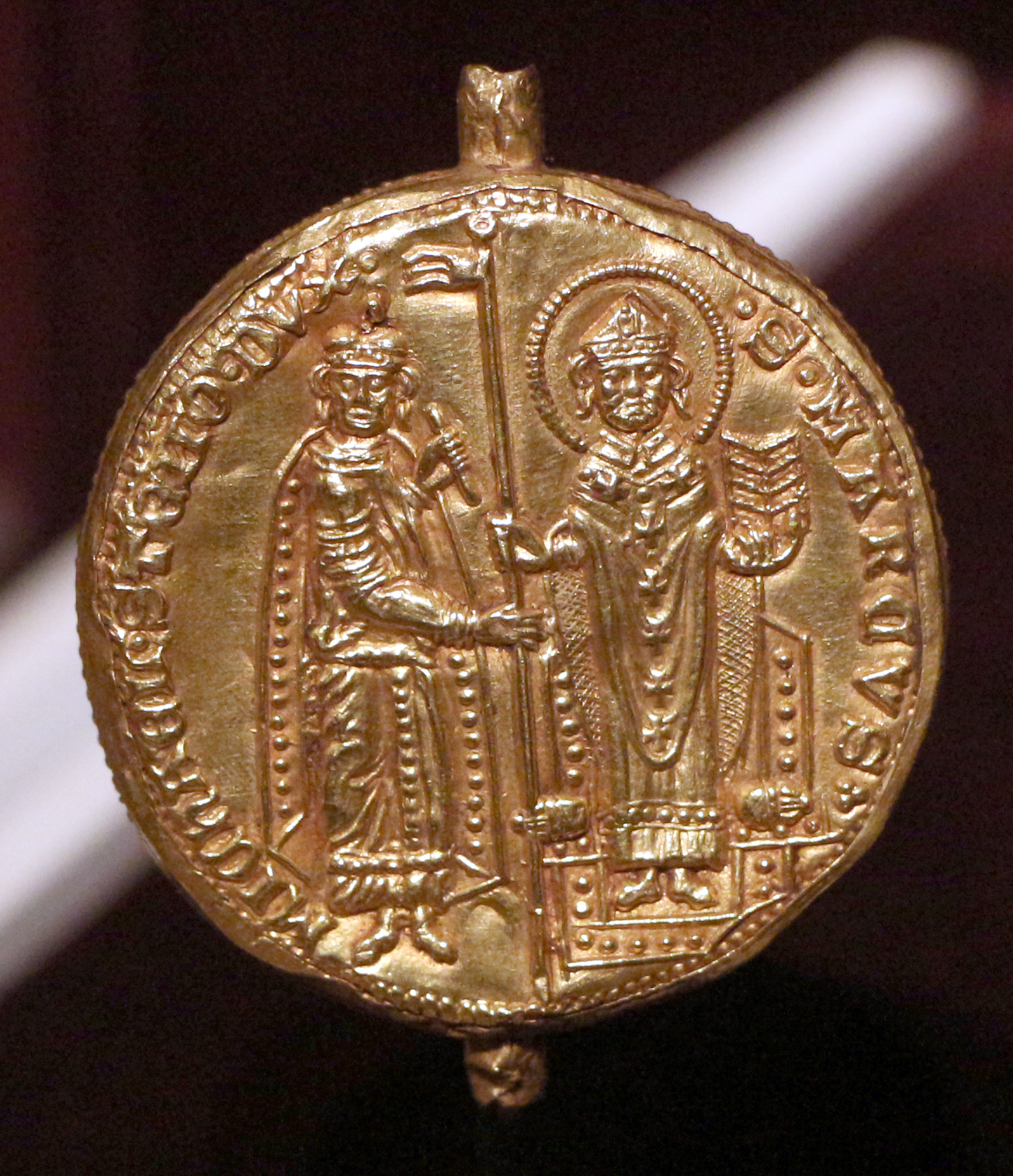
Печатка дожа Мікеле Стено

1 грудня 1400 року він був обраний дожем як компроміс, оскільки попередні голосування зайшли в глухий кут. Ставши дожем, він почав одягатися, як Лоренцо Челсі, який був відомий своєю елегантністю в одязі. Разом з тим було укладено союз з королем Ладиславом Неапольським, який допоміг Венеції повернути о.Корфу. 1401 року венеційці отримали привілеї у князівстві Зета.
1402 року, скориставшись смертю міланського герцога Джан Галеаццо Вісконті, дож сприяв наступу венеційців на володіння нового герцога Джованні Марія Вісконті, внаслідок чого протягом травня—червня  1404 року було захоплено міста Віченца, Ровіго, Фельтре, Беллуно та Бассано. Також Венеція почала успішну війну проти Падуї та її володаря Франческо II да Каррара, якого було у 1405 році було подолано, внаслідок чого було захоплено Падую та Верону. Це призвело до значного розширення республіки на материковій частині Італії.
Водночас 1402 року Антоніо I Аччаюолі відвоював в венеційців Афіни, у відповідь 1403 року дож уклав з султаном Сулейманом Челебі союз. 31 березня 1405 року було укладено мирний договір, за яким Венеція визнала Антоніо I суверенним афінським герцогом. Натомість останній визнавав зверхність Венеції, за що отримав статус венеційського громадянина. Також герцог повинен був щороку на Різдво відправляти шовкову мантію до базиліки Святого Марка. 1406 року почалася війна з зетським князем Балша III Балшичем, що спирався на допомогу Османської імперії, внаслідок чого 1412 року було втрачено міста Бар, Будва і Ульцинь.
Також у 1402 році після поразки османського султана Баязида I у битві при Анкарі Венеції вдалося посилити свій вплив на Балканах, зокрема в Албанії, де провідні князі Нікета Топія, Іван Кастріоті та Коджа Захарія визнали зверхність Республіки.
Під час християнського розколу 1408 року Венеція стала на бік Папи Олександра V. 1409 року викуплено ха 100 тис. дукатів у Ладислава Неаполітанського, що боровся проти угорського короля Сигізмунда I, бановину Далмацію. Але ця угода залишилася не повністю реалізованою через спротив останнього. У 1410 році проти Венеції Антоніо I Аччаюолі уклав союз з Османською імперією. Того ж року він атакував Навплій, порушивши мир з венеційцями. 1413 року венеційці захопили Фріулі в Аквілейського патріархату.
Старий і хворий чоловік у літньому віці, Стено помер у 1413 році та був похований у Базиліці Сан-Джованні та Паоло, традиційному місці поховання дожів. Його майно перейшло до його небіжів Фантіно Піццамано та Поліссени Навагеро.
Стено змінив на посаді дожа Томмазо Моченіго.